# Курорт Кіран
Курорт Кіран (рос. Курорт Киран) — селище Кяхтинського району, Бурятії Росії. Входить до складу Усть-Кіранського сільського поселення.
Населення —  145 осіб (2010 рік). 